# Raixa
Raixa és una possessió mallorquina, situada en el terme municipal de Bunyola. Està situada entre Biniatzar, s'Alqueria Blanca Nova, s'Heretat, Calbet, sa Font Seca i Raixeta. En l'actualitat la possessió té unes 140 quarterades.

## El topònim
El topònim és de procedència incerta. Coromines apunta que el nom podria venir de l'àrab comú i hispànic raʃʃ, 'ruixar', 'aspergir, regar'. Segons Coromines podria ser qarya Raʃʃa 'l'alqueria ruixadora, la possessió dels devessalls', essent ja antics els jardins de Raixa, amb llurs deliciosos estanyols, vergers i devessalls d'aigua. L'explicació és poètica, però poc convincent. D'altra banda els brolladors i arruixadors d'aigua són del segle xviii, no dels temps islàmics. Coromines veu com a alternativa que véngui del nom de persona femení aràbic Raiʃa. Tot plegat, encara menys convincent.

## Història

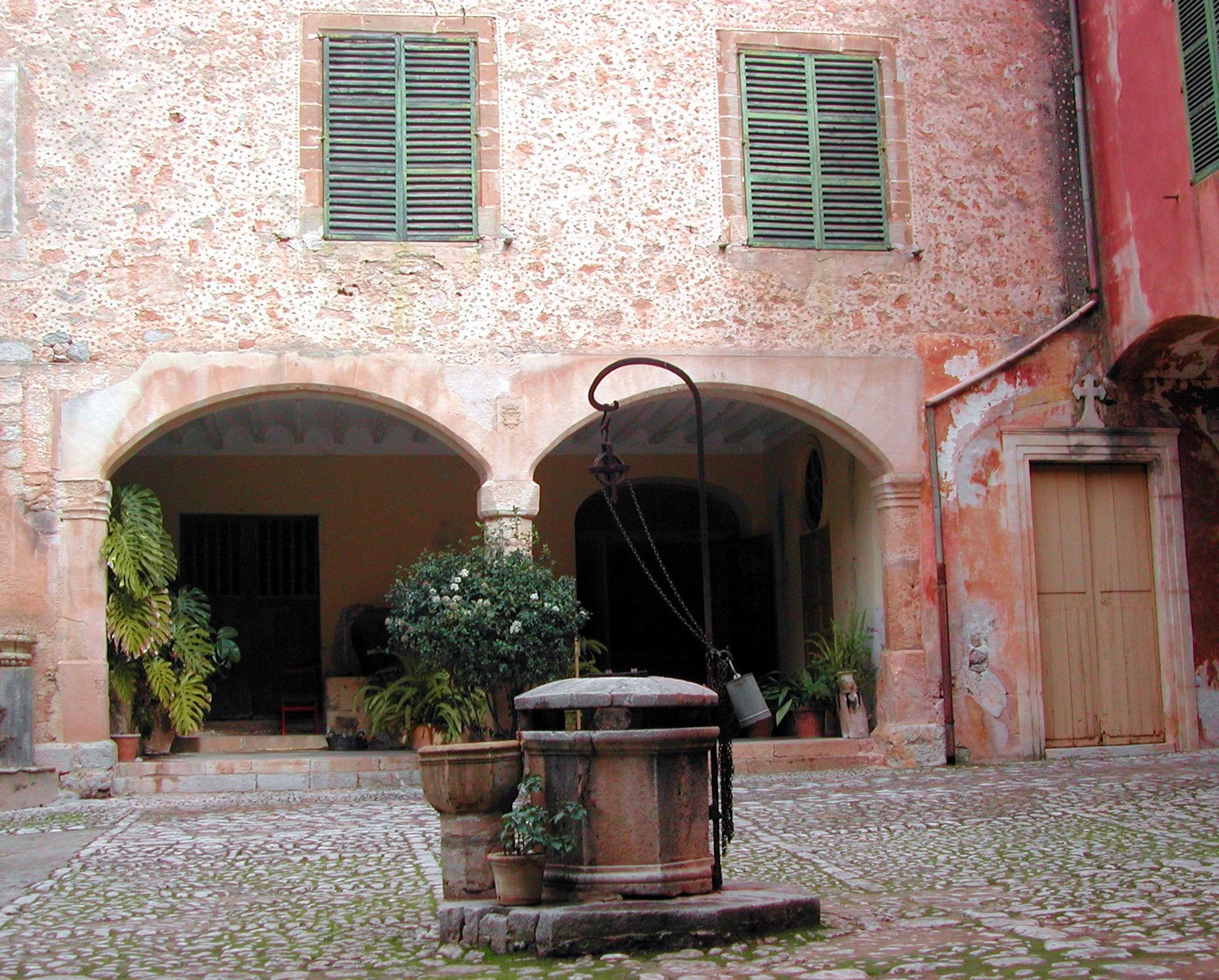
Clastra de Raixa

Es documenta ja en el segle xiii. Després de 1229 va ser del comte d'Empúries. D'aquest passà a Bernat Guillem i a la família Santmartí i als Safortesa. El 1620 fou adquirida pels Despuig, comtes de Montenegro i Montoro. El 1740 era propietat del noble Joan Despuig. La modificació més important de la possessió la dugué a terme el cardenal Antoni Despuig i Dameto.

## Activitats econòmiques
En el segle xvii es documenta la tafona, el celler, dos alambins i un molí de vent. Tenia olivars, garroverars, vinyes i s'hi conraven cereals i llegums. En el XVIII s'hi esmenta un molí de sang, fariner, i la botiga de l'oli. Hi havia grans alzinars, pinars i carritxars. També hi havia morers per alimentar cucs de seda. Hi havia diversos horts (Hort de sa Gruta i Hort de ses Llimoneres), en els quals s'hi feien farratges, tarongers, llimoneres, safrà i hortalisses. El bestiar equí era un cavall, nou muls i dotze someres. L'activitat agrària a Raixa era la pròpia d'una possessió de la Serra de Tramuntana: olivars i cereals, un poc de vinya i un hort extens gràcies a l'aigua. La ramaderia principal era l'ovina, però també s'hi feien muls per servir com a bestiar de feina. Les activitats forestals incloïen la producció de fusta, llenya, escorxa, carbó i calç. El càrritx s'aprofitava com a farratge o per fer cordes (vencisos).

## Les cases
Les cases de Raixa es documenten des de molt antic. En el segle xvii ja allotjaven una col·lecció de pintures religioses i de mapes. Tenien capella. En el XVIII els comtes de Montenegro les renovaren i enriquiren amb noves col·leccions de pintura. Va ser el cardenal Antoni Despuig i Dameto el que va reformar les cases, els jardins i hi va constituir un museu arqueològic. La reforma de les cases, que va ser posterior a l'enjardinament, va combinar els espais d'ús agrari i la residència senyorial, de regust italià i classicitzant. La reforma arquitectònica és atribuïda a Giovanni Lazzarini i a Eusebio Ibarreche i va afegir a les antigues edificacions un nou cos posterior, dedicat a residència senyorial. La façana té un criptopòrtic a la part baixa i dues torres als extrems. A la planta noble hi ha una llotja amb arcs de mig punt. Arthur Byne a la seva obra Majorcan Houses and gardens diu que l'atractiu de Raixa prové del romàntic decadentisme del seu bell emplaçament i en la unió d'elements diversos, entre ells els italianitzants, distribuïts magistralment. El 1994 les cases foren declarades Bé d'Interès Cultural pel Govern Balear.

## Els jardins

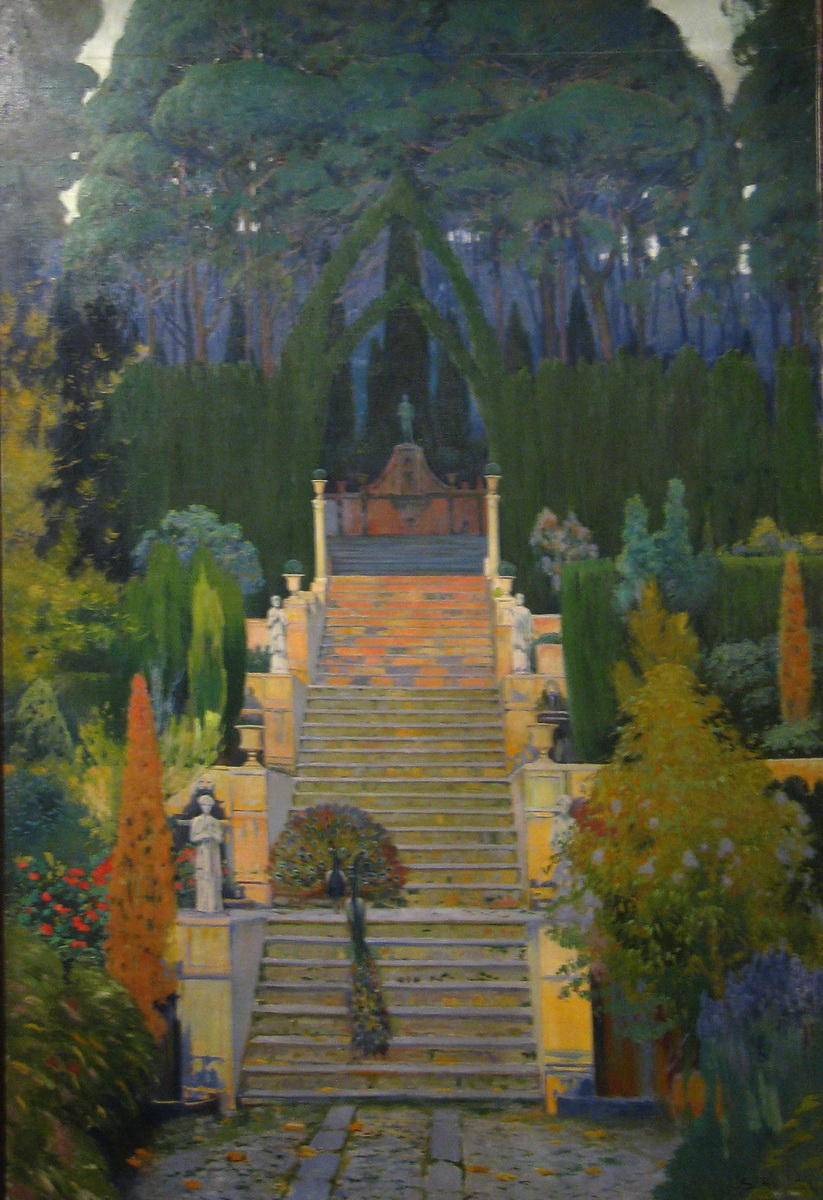
Jardi senyorial pintura de Santiago Rusinyol del jardí de Raixa (1912)

En el segle xviii ja disposava d'espais enjardinats. Els jardins actuals es formaren en el segle xix i es construïren en tres fases. Varen ser projectats per Giovanni Lazzarini i Giovanni Trivelli, ampliats amb petits afegits fets pels comtes de Montenegro i pel seu darrer propietari, Antoni Jaume Nadal. El 1798 varen ser contractats els escultors Pasqual Cortès i Lluís Melis per restaurar i condicionar les obres d'art del museu.
Es distribueix en dues àrees diferents: la del jardí alt i la del baix. A l'alt, condicionat pel desnivell, hi destaca l'enorme safareig. El jardí de baix és de planta rectangular i combina el paisatge agrari l'enjardinament.

## El museu
El museu de Raixa el va formar el cardenal Despuig quan hi reuní un conjunt d peces grecoromanes procedents d'Arícia (Itàlia) i altres indrets. Les estàtues eren d'emperadors, cònsols, déus i deesses. El projecte es va concloure el 1826. Despuig hi formà una important biblioteca, que entre altres peces comptava amb la carta nàutica de Vallseca. A l'inici del segle XX la majoria de les peces del museu es posaren en venda. L'Ajuntament de Palma va poder adquirir una part de la col·lecció que passà a formar part del Museu de la Ciutat. Però una part, amb la bilbioteca, es va dispersar.

## Topònims i aspectes d'interès
Coll des Tirany, Puig des Frare, Comellar des Bassol, Costa d'en Carreres, es Colomer (445 m), Comellar des Colomer, Torrent de Raixa, ets Homonets, ses Coaranyes, sa Falconera (530 m), comellar des Porrassaret, Comellar des Ceros, Comellar de na Carbonera, Puig de ses Fites (505 m).
- L'Alzina dolça de Raixa. Vella alzina dolça situada a la possessió de Raixa (no catalogada). La circumferència de la soca fa entre 4,30 i 5,20 m. L'edat es pot calcular entre 300 i 400 anys.[5]
- Safareig de Raixa. Aquest enorme depòsit d'aigua és considerat el safareig més gran de Mallorca (100x17x7).
- La carta nàutica de Gabriel de Vallseca (1439). Al seu dors conté una nota segons la qual la va comprar Amerigo Vespucci a finals del s. XV. El cardenal Antoni Despuig i Dameto la va adquirir a Florència i la va depositar a Raixa. El 1836 George Sand la va observar, però hi va haver un accident amb un tinter que la va tacar. A principis del s. XX el Comte de Montenegro, es va desprendre de la col·lecció i fou venuda el 1910 al català Pere Bosc i Oliver, que després la va vendre a l'Institut d'Estudis Catalans el 1917, que la lliurà a la Biblioteca de Catalunya, i aquesta institució, el 1960, la deixà en dipòsit al Museu Marítim de Barcelona on es troba exposada.[6]

## Raixa i la cultura
El 1982 s'hi filmaren algunes escenes de l pel·lícula Bearn de Jaime Chavarri.
Raixa és el nom d'una important col·lecció de llibres de butxaca de l'Editorial Moll, iniciada el juliol de 1954. També és el nom d'una revista literària en català apareguda a Palma el 1953, dirigida i creada per Francesc de B. Moll, amb Manuel Sanchis Guarner, Llorenç Moyà, Josep Maria Llompart i Jaume Vidal Alcover. El 2001 Maria del Mar Bonet enregistrà amb el compositor Joan Valent i el seu grup Ars Ensemble el cd directe Raixa.